# Tatort: Täter und Opfer
Täter und Opfer ist die 158. Folge der Fernsehreihe Tatort. Die vom Südwestfunk (SWF) produzierte Folge wurde erstmals am 27. Mai 1984 im Ersten Programm der ARD ausgestrahlt. Für Kriminalhauptkommissarin Hanne Wiegand (Karin Anselm) ist es der vierte Fall. Es geht um den Tod eines Pharma-Industriellen und die Vergewaltigung einer jungen Frau durch diesen ein paar Monate zuvor.

## Handlung
Ein Auto versinkt in einem See, am gleichen Abend wird die Polizei zur Wohnung von Ute Bernett gerufen, nachdem die Anwohner Schreie aus der Wohnung gehört hatten. Nachdem die Beamten in der Wohnung niemanden antreffen, aber Blutspuren finden, werden Wiegand und ihr neuer Assistent Klose zur Wohnung gerufen. Wiegand befragt die inzwischen in ihre Wohnung zurückgekehrte Ute Bernett, die sich allerdings wenig kooperativ zeigt und jedwede Angaben zum Streit verweigert, die Spuren erklärt sie mit Nasenbluten. Da Ute keinen Strafantrag stellt, können Wiegand und Klose nicht offiziell ermitteln, machen sich aber trotzdem auch am nächsten Tag Gedanken zum Fall. Während Wiegand in Ute ein traumatisiertes Opfer sieht, das über die Tat nicht sprechen kann, kann sich Klose vorstellen, dass Ute dem Angreifer etwas angetan und ihn in der Nacht fortgeschafft haben könnte. Wiegand erfährt, dass Ute ein halbes Jahr zuvor in Karlsruhe, wo sie vor ihrem Umzug nach Baden-Baden gelebt hatte, eine Anzeige gegen Unbekannt wegen Vergewaltigung gestellt hatte. Kurz darauf werden Wiegand und Klose zum Ufer des Sees gerufen, in der am Vorabend das Auto versenkt worden war, im Wagen wird bei der Bergung die Leiche des Halters, Jürgen Ruperti, Inhaber der Firma Sanapharm, gefunden. Die Spuren ergeben, dass sich noch eine weitere Person im Auto befunden haben muss, die sich aber nach dem Sturz des Wagens in den See aus diesem befreit haben muss.
Rupertis Witwe Birgit gibt Wiegand gegenüber an, ihren Mann zuletzt am Mittag des Vortages gesehen und danach keinen Kontakt mehr zu ihm gehabt zu haben. Über seine Geschäfts- oder privaten Kontakte wisse sie nichts weiter. Als Wiegand Rupertis Firma aufsucht, stellt sie zu ihrem Erstaunen fest, dass Ute Bernett Mitarbeiterin bei Sanapharm ist. Rupertis Geschäftsführer Günther Husemann gibt an, dass sein Chef ein außergewöhnlich guter Autofahrer gewesen sei, einen Geschäftstermin habe er am Vorabend nicht gehabt. Klose hat mittlerweile festgestellt, dass die Beschreibung des Täters, die Ute Bernett seinerzeit der Polizei gegeben hatte, auf Jürgen Ruperti zutrifft, Bernett hatte aber seinerzeit der Polizei gegenüber nach einem anonymen Brief, der Ruperti als Vergewaltiger von Ute angegeben hatte, beteuert, dieser sei nicht der Vergewaltiger gewesen. Auf Nachfrage von Wiegand gibt Husemann an, dass die Einstellung Utes seine Entscheidung gewesen sei, sie sei rein aufgrund ihrer Qualifikation ausgewählt worden, Ruperti habe auf die Personalentscheidung keinen Einfluss genommen. Die Obduktion hat mittlerweile ergeben, dass Ruperti vor seinem Unfall einen Schlag auf den Hinterkopf bekommen haben und das Bewusstsein verloren haben muss. Auf Vorhalt von Wiegand bestreitet Ute erneut, dass Ruperti etwas mit der Vergewaltigung damals zu tun gehabt habe, auch habe sie keinen privaten Kontakt zu ihrem Chef gehabt, zur Tatzeit sei sie spazieren gegangen. Klose findet unterdessen durch Befragung der Nachbarn heraus, dass Ruperti am Abend seiner Ermordung tatsächlich bei Ute Bernett war, offensichtlich hatte sie den Streit mit ihm. Sie gibt daraufhin Wiegand gegenüber auch zu, dass Ruperti der Vergewaltiger in Karlsruhe gewesen war, mit seinem Tod will sie aber nichts zu tun haben. Die Stelle in seiner Firma habe sie nach der Vergewaltigung aber gezielt gesucht und sich dort beworben.
Ruperti hatte die Anstellung seines Opfers aus der Bahn geworfen, er gestand seiner Frau die Vergewaltigung. Birgit kontaktierte daraufhin Ute und fragte sie, was sie mit ihrer Anstellung in der Firma ihres Mannes bezwecke. Birgit bat Ute, auf eine Anzeige zu verzichten, um ihre Familie nicht zu zerstören. Ute beteuert gegenüber Wiegand, seinerzeit nicht der Absender des anonymen Briefes gewesen zu sein. Am Abend seines Todes sei er zu ihr in die Wohnung gekommen und habe sich dafür bedankt, dass sie ihn nicht verraten habe und um Verzeihung gebeten, er sprach sogar von einer möglichen Scheidung von seiner Frau, später sei er allerdings erneut über sie hergefallen. Klose befragt Birgit, diese bestreitet, dass ihr Mann sich von ihr scheiden lassen wollte, auch mit dem anonymen Brief an die Polizei habe sie nichts zu tun gehabt, sie bezichtigt Husemann, ein Auge auf Ute geworfen und den Brief geschrieben zu haben, dieser hätte auch beruflich von einer Verhaftung ihres Mannes profitiert. Klose beschattet daraufhin Husemann und stellt fest, dass dieser tatsächlich nach Feierabend Ute nachstellt. Ute erzählt daraufhin Wiegand, dass sie tatsächlich einmal mit Husemann aus war, da dieser nicht locker ließ und dass er ihr am Ende des Abends ein Verhältnis mit Ruperti unterstellte, als Ute ihn abwies. Dadurch erfuhr er dann von Ute, dass Ruperti sie vergewaltigt hatte, als er sie daraufhin ebenfalls bedrängte, riss Ute sich los und ging in ihre Wohnung.
Am nächsten Tag auf seinen Abend mit Ute angesprochen, gesteht Husemann Wiegand, dass er der Absender des anonymen Briefes an die Polizei gewesen war, eine Beteiligung am Tod Rupertis streitet er ab. Wiegand und Klose suchen Ute nochmals auf, um sie nach Rupertis Besuch bei ihr am Tatabend zu befragen, sie wiederholt, dass er sich für die Vergewaltigung entschuldigt hatte. Als er wieder aufdringlich wurde, rief Ute in seinem Beisein Birgit Ruperti an und erzählte ihr, dass ihr Mann sie, Ute, belästige, daraufhin beendete Ruperti das Gespräch und schlug Ute blutig. Wiegand vernimmt Birgit Ruperti, diese bestreitet, ihren Mann vor Utes Wohnung abgefangen und auf der Rückfahrt den tödlichen Unfall ausgelöst zu haben, das Verhältnis ihres Mannes zu Ute sei ihr gleichgültig gewesen. Kurz darauf spricht Husemann in der Firma Ute an. Als diese ihm zu verstehen gibt, dass sie von seinen Nachstellungen während seiner Joggingrunden vor ihrem Haus weiß und ihm andeutet, dass Fußabdrücke von Joggingschuhen am Tatort gefunden wurden, fährt Husemann nach Hause und will seine Joggingschuhe im Müll entsorgen, als der von Ute alarmierte Klose dazwischen geht und Husemann mit seinen Schuhen zum Tatort mitnimmt. Dort eröffnet Wiegand Husemann, dass Utes Andeutung mit den Fußspuren am Tatort ein Bluff war, auf den er hereingefallen war, er habe sich aber mit seiner Reaktion, seine Laufschuhe umgehend entsorgen zu wollen, selbst verraten. Husemann gesteht daraufhin, aus Eifersucht in Rupertis Auto eingestiegen zu sein und auf ihn gewartet zu haben, als er dieses am Tatabend vor dem Haus von Ute bemerkt hatte. Husemann stellte Ruperti während der Fahrt wegen dessen Verhältnis zu Ute zur Rede.  Als Ruperti ihn hinauswerfen wollte, schlug Husemann ihn im Affekt mit einem schweren Gegenstand nieder, so dass Ruperti den Unfall verursachte und starb, während Husemann sich aus dem Wagen retten konnte.

## Einschaltquote und Hintergrund
Bei der Erstausstrahlung konnte diese Folge 15,77 Mio. Zuschauer binden, was einem Marktanteil von 43 % entsprach. Die Folge wurde in Baden-Baden und Umgebung zwischen dem 15. August und dem 21. September 1983 gedreht.

## Kritik
Die Kritiker der Fernsehzeitschrift TV Spielfilm beurteilen diesen Tatort positiv und kommentieren: „Verbrecherjagd auf intelligente Art“.